# Reino de Cassange
```
   |-
       |
Erro:
:  
valor não especificado para "
nome_comum
"
```

O reino de Cassange, também conhecido como reino de Jaga (1620-1910), foi um Estado pré-colonial localizado no alto rio Cuango, no centro-norte da atual Angola, numa faixa territorial coincidente nas províncias de Malanje, Lunda Norte e Lunda Sul.

## História
Foi formado em 1620 por mercenários imbangalas que desertaram das tropas portuguesas. O nome do reino é uma referência ao líder desses mercenários, Cassange, que liderou o grupo na ocupação do alto rio Cuango. O outro nome pelo qual é conhecido o reino é uma referência ao título assumido pelo rei, jaga. O jaga era escolhido entre os três clãs formadores do reino.
Em 1689, o português António de Oliveira de Cadornega estimou que o reino tinha 300 000 habitantes, dos quais 100 000 podiam portar armas. No entanto, acredita-se que tal número possa ser exagerado. O reino mantinha-se em constante estado de conflito com seus vizinhos, especialmente com o reino da Matamba, governado na época pela rainha Nzinga Mbandi (Rainha Ginga). O reino era um importante centro comercial até ser eclipsado pelas rotas comerciais ovimbundas na década de 1850. 

### As Guerras da Baixa de Cassange e o declínio do reino
Cassange era um reino muito forte e temido em questões militares, até entrar em atrito, em 1838, com Portugal, quando este resolve construir o presídio de Calandula, transferindo, em 1843, um relevante contingente militar para a vila do Lombe, numa tentativa de manter o reino de Cassange sob vigilância e controle.
Em 1850 explode a primeira guerra da Baixa de Cassange, entre reino de Portugal e o reino de Cassange, onde os portugueses conseguem empreender a queda do rei Bumba (1850), sem contudo derrotar as forças nativas, havendo necessidade de uma segunda campanha (1851). Menos de um ano depois, em 1852, explode a segunda guerra da Baixa de Cassange, onde as forças nativas impõem severas derrotas aos contingentes coloniais, permitindo o regresso do rei Bumba. Para preservar seu trono, Bumba oferece vassalagem.
Após quase uma década de relativa tranquilidade, ocorre a terceira guerra da Baixa de Cassange (1861-1862), após a recusa do rei Bumba em continuar a prestar vassalagem aos portugueses, declarando a independência do reino de Cassange. A resposta lusitana foi esmagadora, derrotando o reino sublevado.

### Extinção
O reino foi extinto e incorporado à África Ocidental Portuguesa em 1910-1911, durante as Campanhas de Pacificação e Ocupação.